# Grylloidea
Grylloidea é uma superfamília de insetos da ordem Orthoptera. Ele inclui os grilos, as paquinhas, os grilos escamosos e os grilos-formiga, além de duas famílias conhecidas somente a partir de fósseis. Foi descrita originalmente em monografias de Henri (1877) e Saussure (1878).
Grylloidea data do período Triássico e contém cerca de 3.700 espécies conhecidas, em cerca de 528 gêneros, bem como 43 espécies extintas e 27 gêneros extintos.

## Características
As características que distinguem grilos na superfamília Grylloidea de outros Ensiferas são: antenas filiformes, três segmentos do tarso, cerco tátil delgado na ponta das cerdas sensoriais do abdômen e bulbosas no cerco. Eles são os únicos insetos a compartilhar esta combinação de características. O termo grilo é muito, mas vagamente, usado para descrever qualquer inseto parecido com um grilo na ordem Ensifera, sendo aplicada a grilos de arbusto (Tettigoniidae), grilos jerusalém (Stenopelmatus), grilos camelo e grilos das cavernas e wetas (Anostostomatidae) e os parentes destes. Todos esses insetos têm quatro segmentos do tarso e são provavelmente mais estreitamente relacionados entre si do que com os verdadeiros grilos, Gryllidae.

O corpo é cilíndrico na maioria deles, mas em alguns, é oval. As antenas são compridas e filiformes, exceto na família Gryllotalpidae em que elas são muito mais curtas. As placas do esterno são planas, sem adornos com abas ou espinhas. O tarso possui três segmentos e a tíbia da perna dianteira carrega os órgãos timpanais de detecção de som. As asas anteriores dos machos ostentam o órgão estridulatório, com um som que é criado quando uma estrutura semelhante a uma lima é friccionada por uma outra estrutura semelhante a um raspador. Há dois cercos na ponta do abdômen e não existe um estilete na placa subgenital. No Gryllotalpidae, os membros anteriores são modificados para cavar e os membros posteriores para corrida.

## Classificação
As famílias a seguir estão dentro dessa superfamília.
- Baissogryllidae Gorochov, 1985 †
- Gryllidae Laicharting, 1781
- Gryllotalpidae Leach, 1815
- Mogoplistidae Brunner von Wattenwyl, 1873
- Myrmecophilidae Saussure, 1874
- Phalangopsidae Blanchard, 1845
- Protogryllidae Zeuner, 1937 †
- Trigonidiidae Saussure, 1874